# Harosa
Supergrupo SAR é um clado que inclui os grupos Stramenopiles, Alveolata e Rhizaria. A primeira letra de cada grupo da origem a denominação SAR. O grupo inclui a maioria dos organismos classificados no agrupamento Protista.